# Inkomstenbelasting
Inkomstenbelasting is een internationaal veelvoorkomende belasting die door een staat (of een lager overheidsorgaan) wordt geheven op het inkomen van (natuurlijke en rechts)personen.
Voor de bepaling van het inkomen dat aan belasting is onderworpen, wordt veelal onderscheid gemaakt tussen personen die in die staat wonen (inwoners van de staat), dan wel van personen die niet in die staat wonen, maar die daarentegen wel inkomen genieten dat in die staat zijn oorsprong vindt (niet-inwoners van de staat).
In Nederland wordt de term inkomstenbelasting specifiek gebruikt voor de rijksbelasting op het inkomen van natuurlijke personen (vanaf het jaar 2001 Wet inkomstenbelasting 2001 en tot die tijd Wet inkomstenbelasting 1964). In Nederland is de rijksoverheid het enige overheidsorgaan dat een inkomstenbelasting heft en volgens de huidige wet mag heffen. Het inkomen van rechtspersonen is in Nederland in de regel onderworpen aan een andere specifieke rijksbelasting, te weten de vennootschapsbelasting (Wet op de vennootschapsbelasting 1969).
In België zijn de inkomstenbelastingen (meervoud) de algemene noemer voor alle belastingen op het inkomen, ook die van vennootschappen en andere rechtspersonen.
Een aantal staten, waaronder de Verenigde Staten van Amerika, heft inkomstenbelasting in de eerste plaats op basis van de nationaliteit van personen: een persoon met bijvoorbeeld de Amerikaanse nationaliteit is in beginsel voor zijn gehele inkomen in de Verenigde Staten van Amerika aan de aldaar geldende federale inkomstenbelasting onderworpen, zelfs indien die persoon niet in die staat woont. De Verenigde Staten van Amerika zijn voor wat betreft inkomstenbelastingen ook in een ander opzicht een bijzonder land: niet alleen de federale overheid heft een inkomstenbelasting, ook lagere overheidsorganen zoals de afzonderlijke staten en zelfs gemeenten mogen inkomstenbelastingen heffen.

## Internationaal

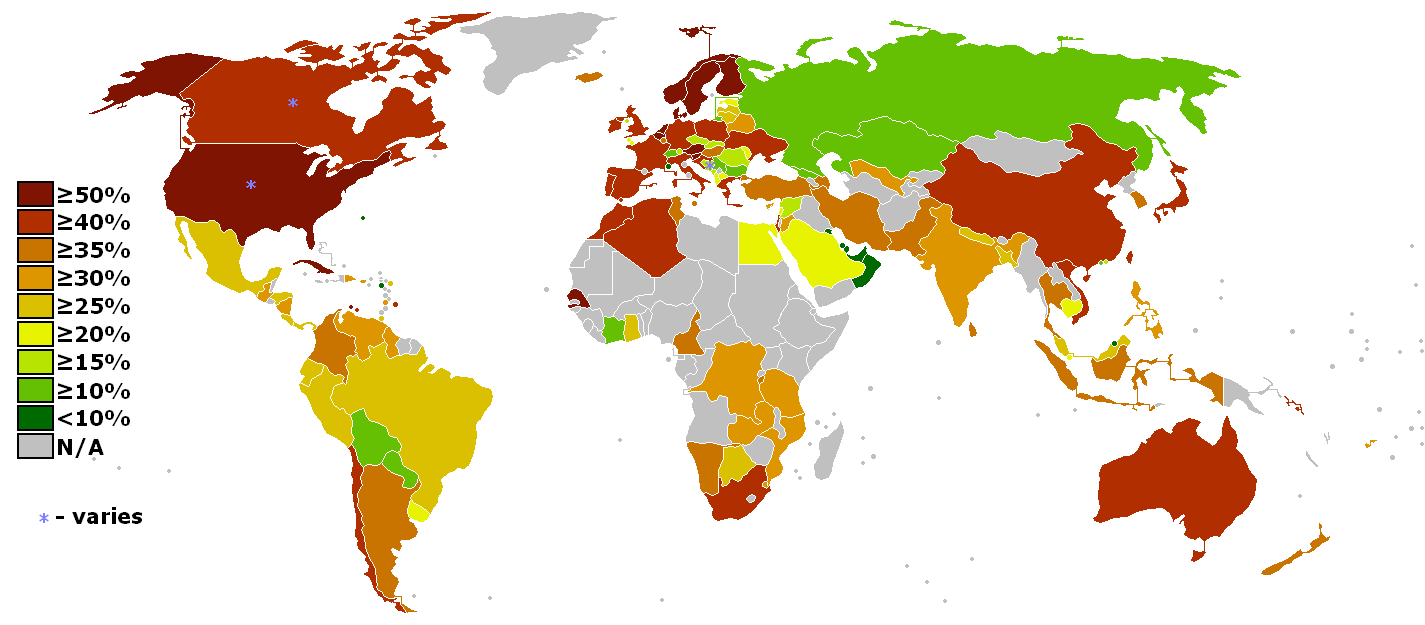
Maximaal percentage inkomstenbelasting per land

## Geschiedenis

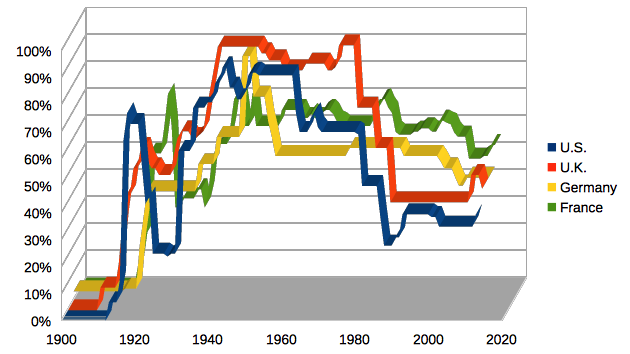
Inkomstenbelasting in historisch perspectief: toptarieven in vier geïndustrialiseerde landen, 1900–2013.

Inkomstenbelastingen zijn een tamelijk recent fenomeen. In de 19e eeuw kwam er in oorlogstijd een inkomstenbelasting in Engeland, maar deze werd later weer afgeschaft. Tijdens de Eerste Wereldoorlog voerden veel Europese landen een inkomstenbelasting in. Sindsdien zijn ze niet meer weg geweest. In België (en ook in andere landen) ontstonden eerst zogenaamde cedulaire inkomstenbelastingen, dat wil zeggen aparte belastingen op welbepaalde categorieën van inkomsten zoals de grondbelasting (op grondinkomsten), de mobiliënbelasting (op roerende inkomsten) en de bedrijfsbelasting (op bedrijfsinkomsten). Pas in 1963 werden deze aparte heffingen omgevormd tot voorschotten of heffingen op een geglobaliseerde inkomstenbelasting op het totale inkomen. De laatste tijd is er weer een trend om voor bepaalde inkomsten terug te keren naar zogenaamde "bevrijdende" voorheffingen; in dat geval wordt de globale regularisering weer achterwege gelaten.

## Geschiedenis in Nederland
Tot ongeveer 1930 waren er ook gemeentelijke inkomstenbelastingen, voor mensen die er woonden en deels ook voor mensen die er alleen werkten. Daarna werd er alleen inkomstenbelasting geheven door het Rijk.
In 1980 was er nog een toptarief van 72%. Die liep onder Wim Kok terug naar 60%. In 2001 werd die schaal afgeschaft en is een vierschijvenstelsel geïntroduceerd met een bovenste schaal van 52%.
Naar aanleiding van de door het kabinet-Rutte II genomen maatregelen met betrekking tot de woningmarkt en de daarmee gepaard gaande beperking van de hypotheekrenteaftrek zou het toptarief al met kleine stapjes verlaagd worden richting 2040. Het kabinet-Rutte III heeft in het regeerakkoord in 2017 echter opgenomen dat de verlaging van het toptarief veel eerder plaats kon vinden. Vanaf 1 januari 2020 is het tarief daardoor 49,5%, hetgeen betekent dat het toptarief voor het eerst in vele decennia onder de vijftig procent is gezakt. Overigens moet daarbij worden opgemerkt dat het marginale tarief veelal hoger is, aangezien de arbeidskorting wordt afgebouwd bij elke extra verdiende euro. Voor grootverdieners (vanaf een jaarlijks inkomen van circa € 100.000) betekende de verlaging echter wel een effectieve afname, nu zij van elke extra verdiende euro meer dan de helft netto incasseren.
De hoogte van de tarieven lopen ongeveer gelijk aan die van Duitsland en het Verenigd Koninkrijk. De lengte van de schijven verschilt daarentegen; het toptarief in Nederland wordt toegepast bij inkomsten boven € 68.507, terwijl dat in het Verenigd Koninkrijk het geval is boven £ 150.000 (ongeveer € 170.000) en in Duitsland boven € 254.447.

## Huidige stelsels in Nederland

### Inkomstenbelasting
Zie Wet inkomstenbelasting 2001 (Europees Nederland) en Wet inkomstenbelasting BES (Caribisch Nederland).